# Charles Sanglear
Charles Sanglear (?, 27 januari 1881 – Browns Hill (New Jersey), 5 augustus 1915) was een Amerikaans componist, dirigent en eufoniumspeler. 

## Levensloop
Na zijn muziekstudies behoorde hij als eufoniumspeler verschillende circus- en andere harmonieorkesten aan. Tussen 1900 en 1915 werden 26 van zijn composities gepubliceerd. Hij schreef vooral werken voor harmonieorkest (marsen, dansen en karakterstukken). 

## Composities

### Werken voor harmonieorksten
- 1902 An Oriental Scene, karakterstuk
- 1903 The Garden of Love, caprice
- 1903 The Spirit of '64 march
- 1907 The Nyeolion, mars
- 1908 The Tempest, mars
- 1910 Prince Imperial, mars
- American Enterprise March
- Furniture City Band March
- His Majesty, mars
- In Dixieland, mars
- Invincible Americans March
- Southern Beauty, mars
- Spirit of the Times, mars
- The Belle of Indiana, mars
- The Virtuoso, mars
- U.S. Marches - California
- Virtuoso March
- War Eagle March
- Yankee Notion, mars